# Campeonato Paulista de Futebol de 1980 - Segunda Divisão
O Campeonato Paulista de Futebol de 1980 - Segunda Divisão foi a 34.ª edição do torneio promovida pela Federação Paulista de Futebol, e equivaleu ao segundo nível do futebol no estado de São Paulo. O São José conquistou o título, e foi promovido para a primeira divisão do ano seguinte.
Após nova reformulação do Campeonato Paulista, com a redução de 5 para 3 divisões, o número de participantes aumentou em relação a edição anterior, de 20 para 28 equipes.

## Forma de disputa
- Primeira fase: Disputa por pontos corridos em turno e returno. Todas as equipes avançam para a segunda fase.
- Segunda fase: As equipes são divididas em 4 grupos, disputado por pontos corridos em dois turnos, mantendo-se a pontuação da fase anterior.
- Semifinal: Os campeões de cada grupo fazem a semifinal em "melhor de 3 pontos". Em caso de empate, classifica-se a equipe que mais somou pontos nas fases anteriores.
- Final: Disputa em "melhor de 4 pontos". O campeão está promovido, e o vice disputa o acesso com o penúltimo colocado da 1ª Divisão.